# Sistema de designación de aeronaves del RLM
El Ministerio del Aire del Reich (en alemán: Reichsluftfahrtministerium, abreviado RLM) tenía un sistema de designación de aeronaves que fue un intento de la burocracia de la aviación del Tercer Reich para crear un identificador estandarizado para cada tipo de aeronave producida en Alemania. Este sistema estuvo en uso desde 1933 hasta 1945 aunque muchas aeronaves anteriores a 1933 también fueron incluidas y el sistema sufrió cambios durante esos años. La mayoría eran aeronaves militares de la Luftwaffe de la Segunda Guerra Mundial, pero también se incluían aeronaves de uso civil como eran los aviones comerciales y aeronaves deportivas.

## Letras de los constructores
Letras de designación de los principales fabricantes:
| Al  | Albatros Flugzeugwerke                                                  | Fg | Flugtechnische Fertigungsgemeinschaft Prag      | Ho  | Reimar und Walter Horten |
| Ar  | Arado                                                                   | Fh | Flugzeugwerk Halle, posteriormente Si de Siebel | Hs  | Henschel                 |
| As  | Argus Motoren                                                           | Fi | Fieseler                                        | Ju  | Junkers                  |
| Ba  | Bachem                                                                  | FK | Flugzeugbau Kiel                                | Kl  | Klemm Flugzeugbau        |
| Bf  | Bayerische Flugzeugwerke (cambiada a Messerschmitt AG en julio de 1938) | Fl | Flettner                                        | NR  | Nagler-Rolz              |
| Bü  | Bücker                                                                  | Fw | Focke-Wulf                                      | So  | Heinz Sombold            |
| BV  | Blohm & Voss                                                            | Go | Gothaer Waggonfabrik                            | Sk  | Skoda-Kauba              |
| DFS | Deutsche Forschungsanstalt für Segelflug                                | Ha | Hamburger Flugzeugbau                           | We  | Weser Flugzeugbau        |
| Do  | Dornier                                                                 | He | Heinkel                                         | ZMe | Zeppelin/Messerschmitt   |
| Fa  | Focke-Achgelis                                                          | HM | Hirth Flugmotoren                               | ZSo | Zeppelin/SNCASO          |

Cambios en las designaciones:
| Nueva designación | Nombre oficial | Antiguo nombre                | Designación reemplazada  |
| ----------------- | -------------- | ----------------------------- | ------------------------ |
| BV                | Blohm & Voss   | Hamburger Flugzeugbau         | Ha                       |
| Me                | Messerschmitt  | Bayerische Flugzeugwerke      | Bf (desde julio de 1938) |
| Si                | Siebel         | Flugzeugwerk Halle            | Fh                       |
| DFS               | DFS            | (Rhön-Rossitten Gesellschaft) | -                        |

Letras de designación asociadas a los diseñadores más importantes:
| Nueva designación | Diseñador (o equipo de diseño) | Antiguo fabricante                | Designación reemplazada |
| ----------------- | ------------------------------ | --------------------------------- | ----------------------- |
| Ka                | Albert Kalkert                 | Gothaer Waggonfabrik              | Go                      |
| Hü                | Dr. Ing. Ulrich Hütter         | Ninguno (profesor de universidad) | He                      |
| Li                | Alexander Lippisch             | DFS, Messerschmitt                | DFS / Me                |
| Ta                | Kurt Tank                      | Focke-Wulf                        | Fw                      |